# Anse Saint-Guirec
L'Anse de Saint-Guirec est située sur la commune de Perros-Guirec et fait face à l'île de Costaérès et son château. Dans le bourg de Ploumanac'h, elle est le point de passage du sentier des douaniers longeant la Côte de granit rose.
Elle est très réputée pour ses rochers en granite rose ainsi que l'oratoire de Saint-Guirec datant du XIe siècle. Il s'agit d'une statue de saint Guirec dans le nez duquel, jusqu'au début du XXe siècle, les jeunes filles non mariées plantaient des aiguilles. La légende veut que si l'aiguille y restait jusqu'à la marée suivante, le mariage se déroulerait dans l'année.

## Panorama

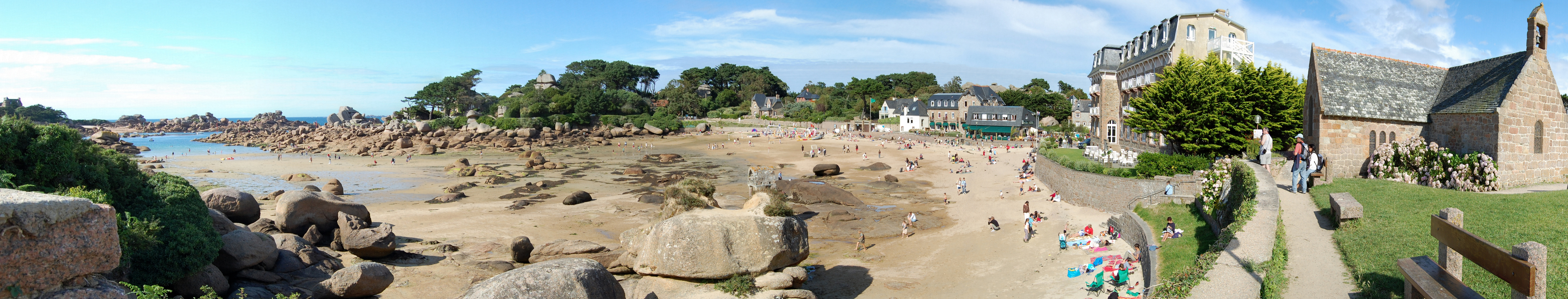
Vue panoramique de l'anse en 2007 depuis la chapelle Saint-Guirec (à l'extrême droite) ; l'oratoire de Saint-Guirec est visible au centre et le château de Costaérès à l'extrême gauche.